# Retel

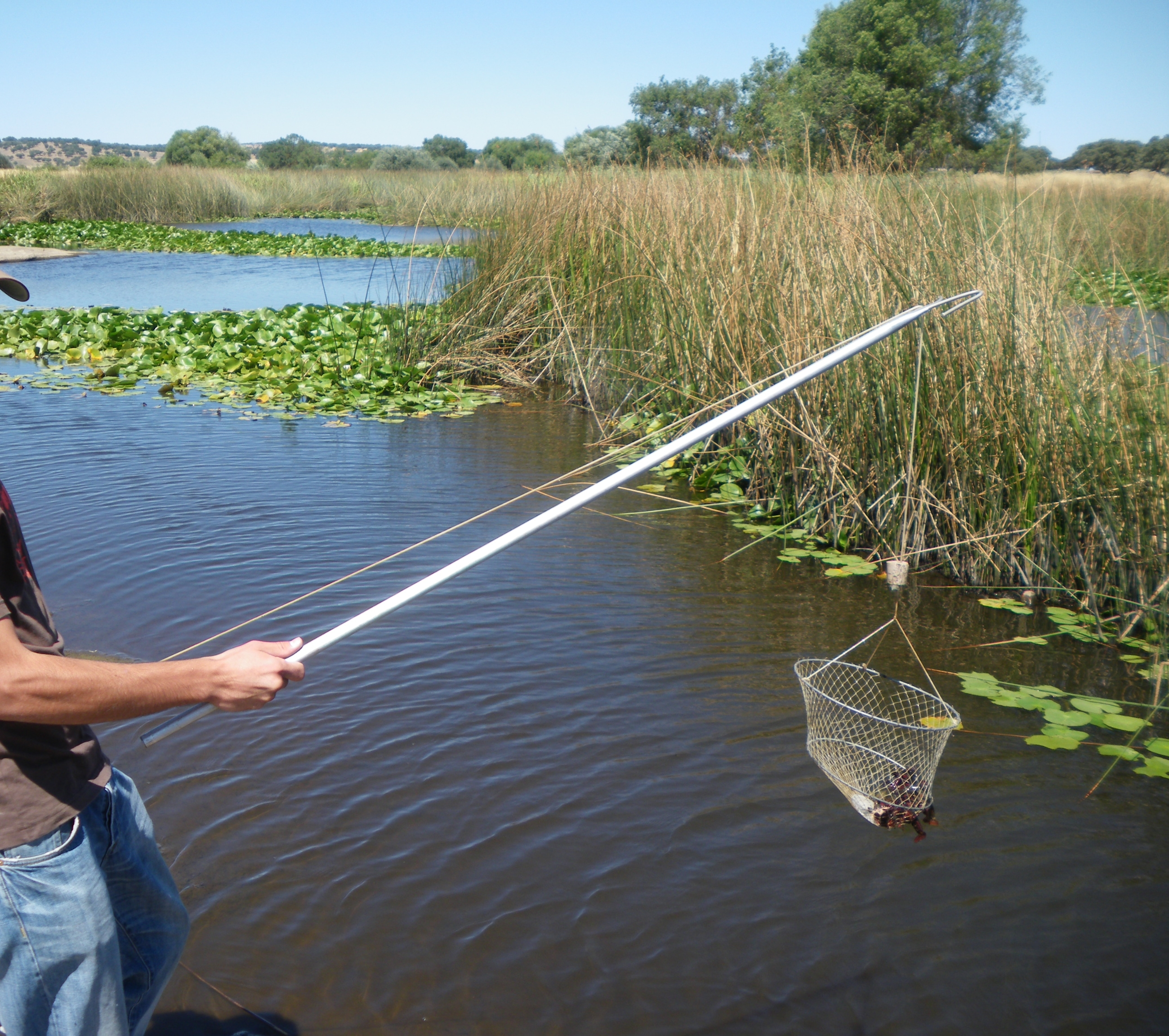
Retel en el momento en que se saca del agua cargado con cangrejos.

Un retel, también denominado lamparilla, garapanda y garramincho, es un arte de pesca para la captura de cangrejos de río (cangrejos de agua dulce). Consiste en un aro de metal con una red en su interior, que puede tener forma de bolsa, donde se coloca el cebo para atraer a los cangrejos que quedarán atrapados en dicha red. 

## Etimología
El término proviene del catalán y del aragonés 'retel' y este del latín retellum, de rete, red.

## Pesca con retel
El retel es el único arte o aparejo autorizado para la pesca del cangrejo de río. Se limita su captura, según las zonas, dependiendo de la época de reproducción y cría, abundancia y coincidencia con otras actividades. También se establece el número máximo de reteles por pescador -que pueden rondar los ocho o diez- así como la longitud máxima de orilla donde pueden ir colocados -que ronda los 100 metros- estableciéndose límites y separaciones con otros pescadores. 
El retel básico es un arte que consiste en un aro de metal con una red más o menos profunda y un peso metálico en el centro. El retel de dos aros es más eficiente y evita la pérdida de cangrejos en su retirada del agua. Existen reteles con más aros y bocas de entrada que se aproximan más a la estructura de las nasas y que, dependiendo de las zonas de pesca, pueden están prohibidos. 
El cebo, habitualmente trozos de vísceras con fuerte olor (bazo, hígado, pulmón) de distintos animales domésticos, se coloca en el centro de la red, atado o o enganchado para que no se pierda durante el manejo y colocación. 
Una vez acabada la tarea de colocación del cebo el retel se sumerge en la zona elegida utilizando una pértiga acabada en horquilla por donde corre el cordaje que sujeta el aro exterior. El cordaje quedará localizado y accesible en la orilla para, una vez pasado el tiempo necesario y cuando se considere oportuno o se observen los cangrejos en el retel, sacar del río con ayuda de la pértiga el retel, procurando que el cordaje no se enganche en las piedras y ramas de la orilla ni vuelque ocasionando la pérdida de las capturas. Se devolverán al río las capturas que no lleguen a la talla permitida.
Para que permanezcan vivos y en buenas condiciones los cangrejos se deben guardar en pequeñas talegas, fardeles, sacos de tela, cestas de mimbre u otros recipientes siempre bien aireados y cerrados para evitar la fuga y el deterioro de la pesca. Los recipientes de plástico deben evitarse. Hasta su consumo deben permanecer a la sombra y en lugar fresco.

## Galería

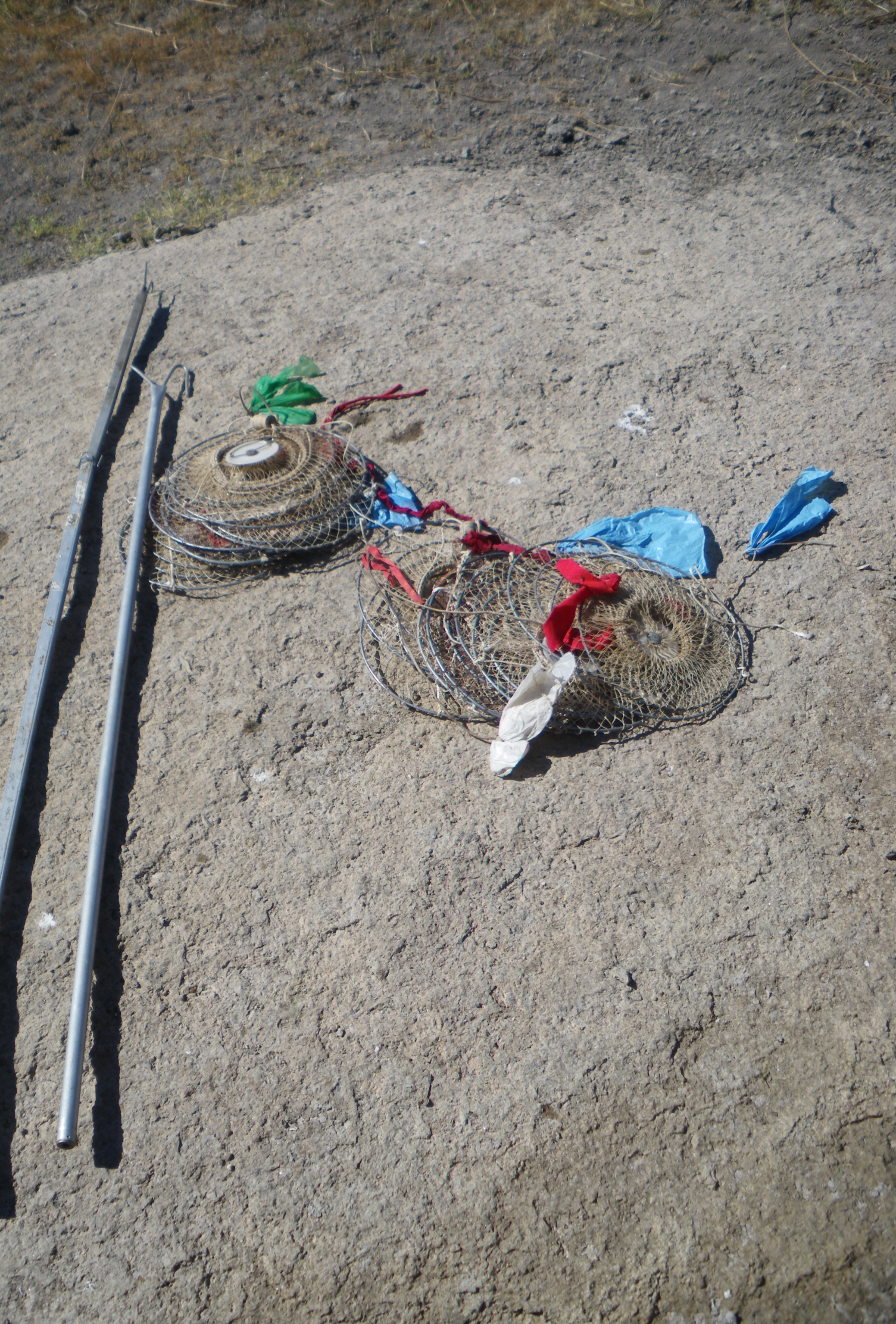
Grupo de reteles recogidos, y en la misma fotografía aparece los "palos de los cangrejos" que se usan para meterlos y sacarlos del agua.
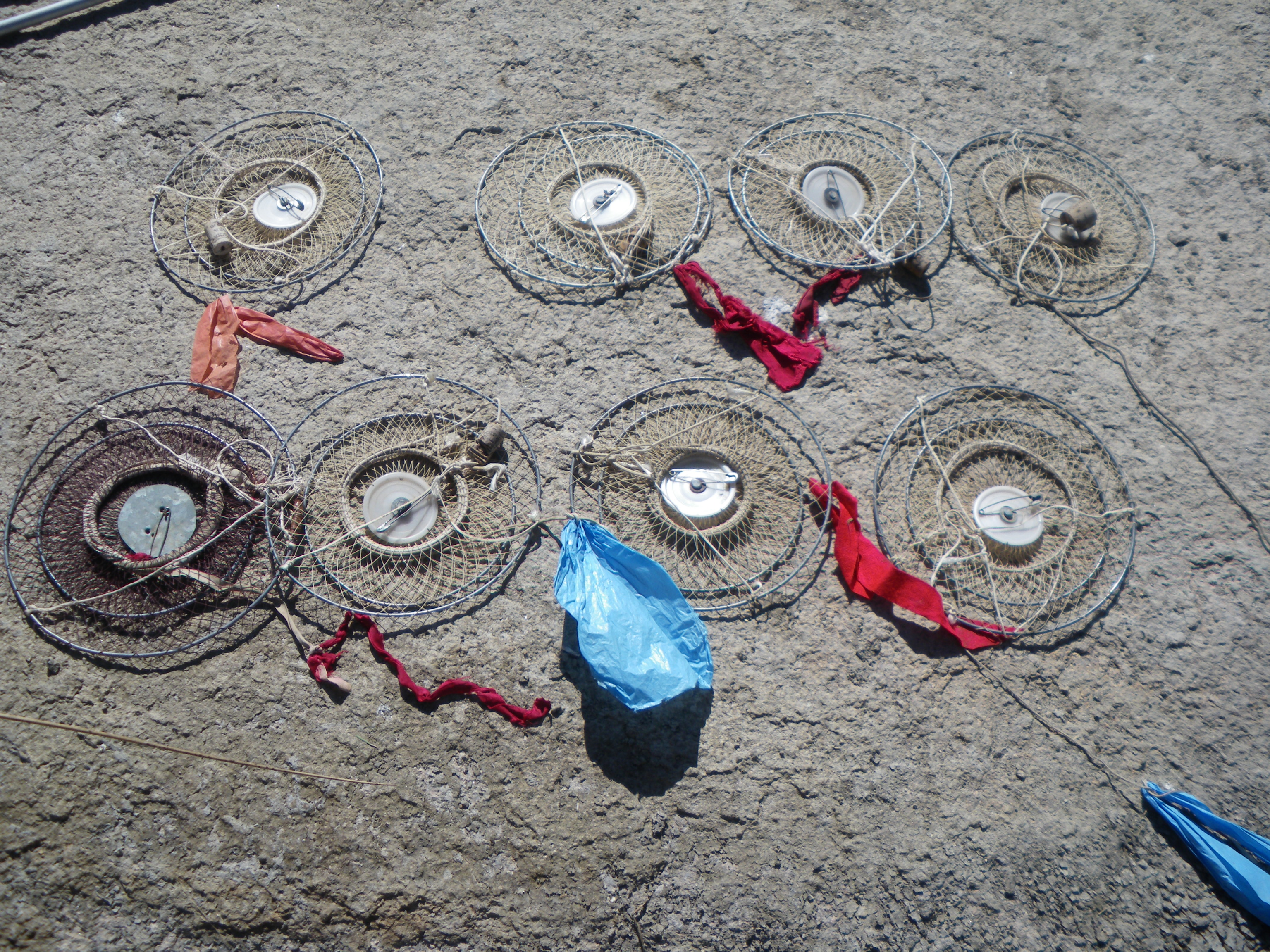
Ocho reteles recogidos.
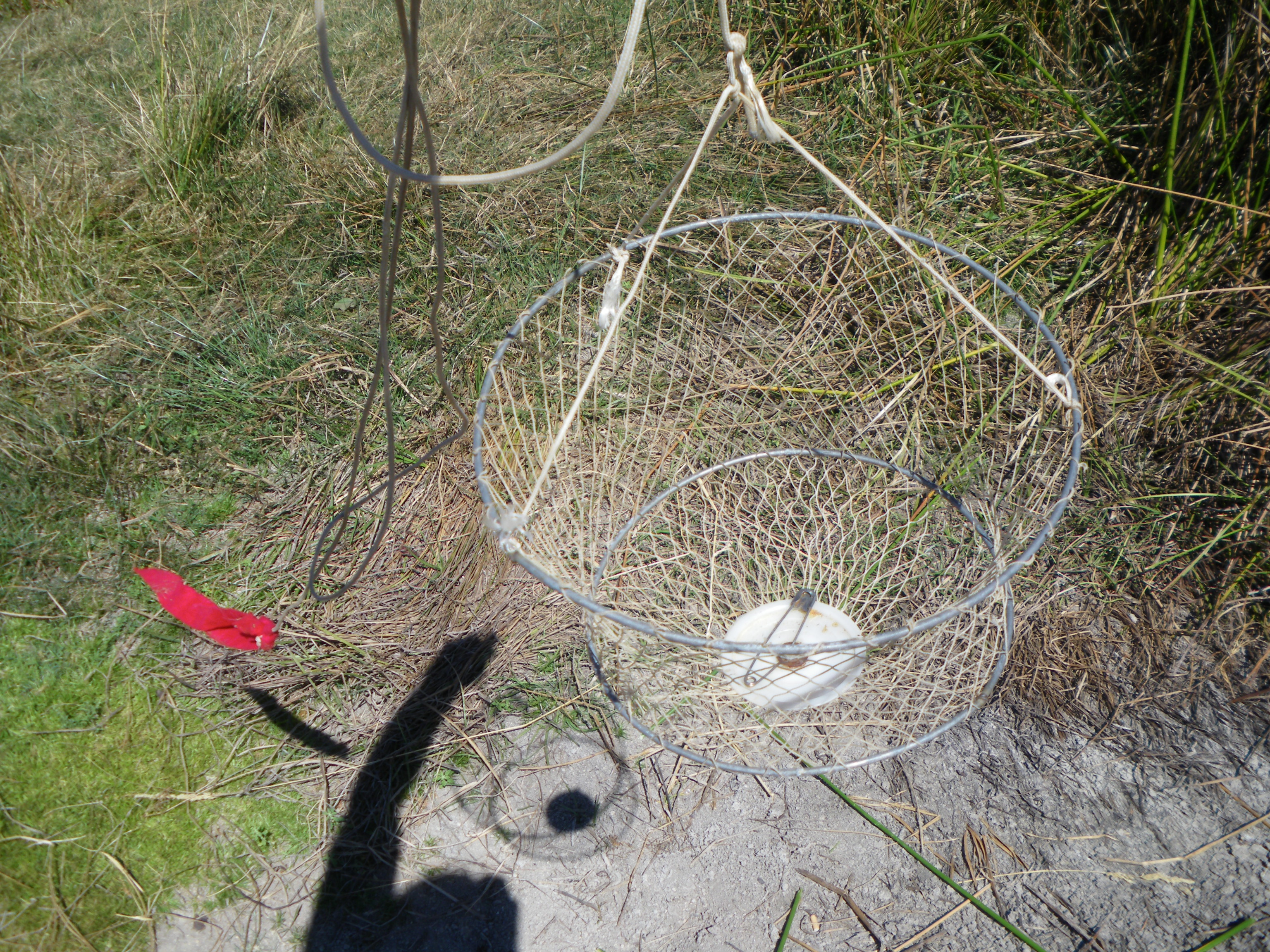
Fotografía de un retel desplegado.
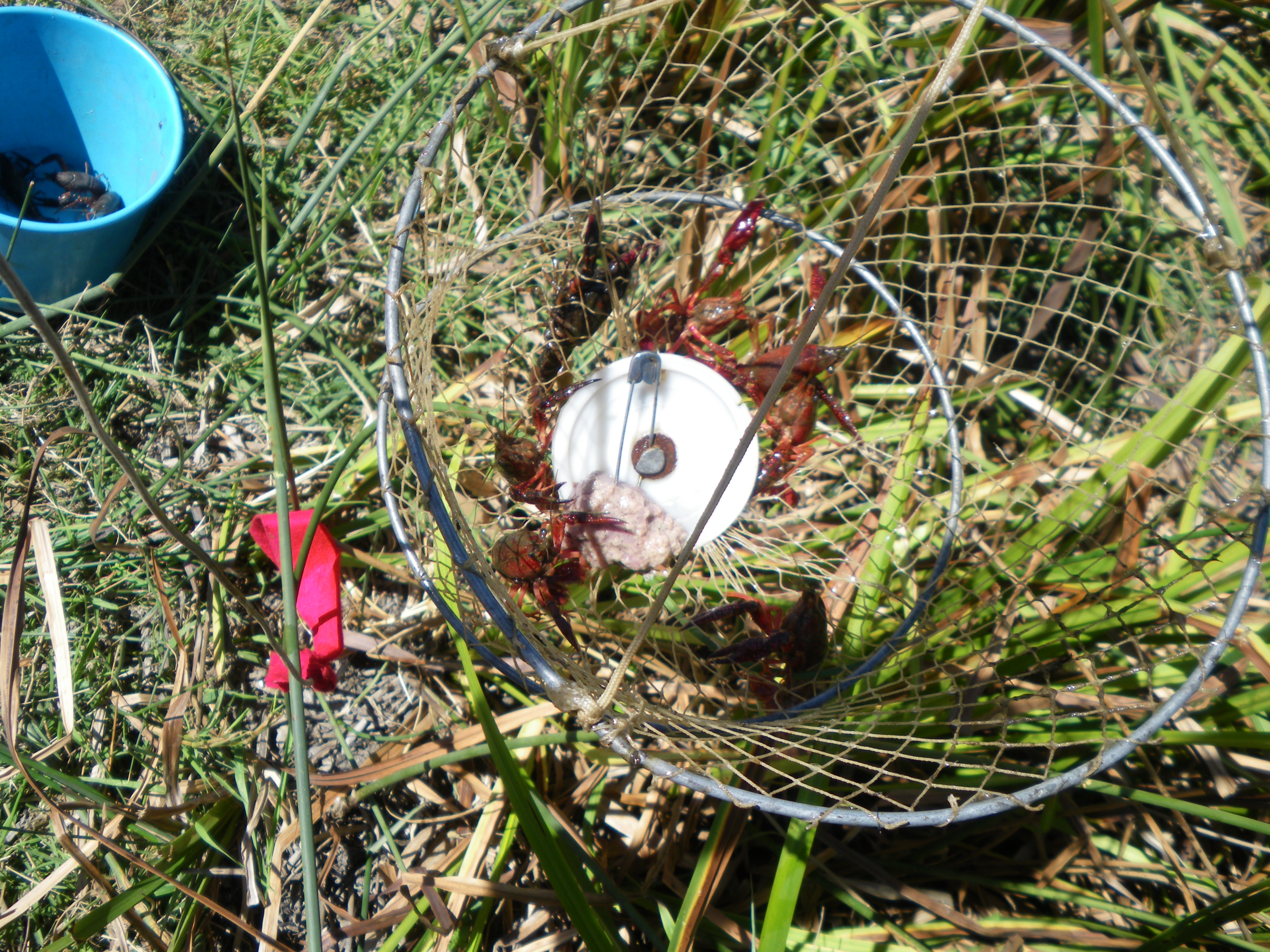
Retel recién sacado del agua en el que se ven los cangrejos y el cebo (hígado de ternera) que los atrae.